# The Greene Knight
The Greene Knight (« Le Chevalier vert » en moyen anglais) est un roman de chevalerie en vers du Moyen Âge tardif. Il raconte une histoire similaire à celle du poème antérieur Sire Gauvain et le Chevalier vert, sous une forme plus brève et accessible.

## Résumé
Le roi Arthur fête Noël avec sa cour dans sa capitale de Carlisle lorsqu'un chevalier entièrement vêtu de vert fait son apparition. Il s'agit de sire Bredbeddle, qui vit dans le Cheshire avec son épouse, qui est secrètement fort éprise de Gauvain, le neveu d'Arthur. Avec l'aide de sa belle-mère, qui connaît la sorcellerie, Bredbeddle a décidé de se rendre à la cour d'Arthur pour mettre à l'épreuve Gauvain. Il lance un défi à tous les chevaliers présents : celui qui l'ose pourra lui porter un coup s'il s'engage à laisser Bredbeddle lui porter à son tour le même coup un an et un jour plus tard. Keu se vante de pouvoir lui trancher la tête, mais il se fait rabrouer par la cour. Arthur accepte la requête de Gauvain, qui souhaite relever le défi. Après le banquet, auquel Bredbeddle participe volontiers, Gauvain lui porte un coup si puissant qu'il lui tranche la tête, mais le Chevalier vert la récupère et remonte à cheval, rappelant à Gauvain sa promesse avant de s'en aller, à la consternation de toute la cour.
La deuxième partie du poème s'ouvre sur la description des armes de Gauvain, qui se prépare à partir pour la Chapelle verte où Bredbeddle lui a donné rendez-vous. Après un long voyage, il arrive à un château où il est accueilli par un chevalier et sa belle jeune femme. Gauvain l'ignore, mais il s'agit de Bredbeddle et de son épouse. Le chevalier promet à Gauvain de le conduire à la Chapelle verte quand l'heure sera venue. D'ici là, les deux hommes s'engagent à échanger ce qu'ils obtiendront le lendemain, Gauvain au château et Bredbeddle à la chasse. Poussée par sa mère, l'épouse de Bredbeedle se rend dans la chambre de Gauvain et l'embrasse à trois reprises avant de lui offrir une ceinture qui le protègera de tout coup mortel. Craignant pour sa vie, Gauvain ne la remet pas au chevalier lorsque celui-ci rentre de la chasse et se contente de lui offrir trois baisers.
Gauvain se rend à la Chapelle verte où l'attend le Chevalier vert, qui aiguise son épée. Le Chevalier lui porte un coup qui ne fait que lui entailler légèrement le cou. Gauvain estime avoir tenu sa part du marché et tire sa propre épée, mais Bredbeddle le rabroue en lui rappelant qu'il n'a pas tenu sa promesse en conservant la ceinture par-devers lui. Les deux chevaliers rentrent ensemble à la cour d'Arthur, où les membres de la Table ronde décident d'arborer une ceinture en souvenir de cette aventure. Le poète explique que c'est l'origine du vêtement similaire porté par les chevaliers du Bain.

## Histoire
Le texte de The Greene Knight subsiste dans le Percy Folio (en), un recueil de ballades et de poèmes en moyen anglais compilé vers le milieu du XVIIe siècle. L'évêque Thomas Percy en fait l'acquisition et l'emploie pour son recueil de ballades populaires, The Reliques of Ancient English Poetry, publié en 1765. Percy affirme avoir trouvé le manuscrit chez un certain Humphrey Pitt de Shifnal, dans le Shropshire. Ignorant la valeur de son contenu, les servantes de la maison utilisaient ses pages pour allumer le feu. Le manuscrit est aujourd'hui conservé à la British Library sous la cote Additional MS 27879. The Greene Knight en occupe les pages 203 à 210.
Le poème est divisé en deux parties. Il comprend 515 vers répartis en 86 strophes de 6 vers qui suivent un schéma de rimes en AABCCB. Il est donc beaucoup plus court que Sire Gauvain et le Chevalier vert, qui est long de 2530 vers. The Greene Knight parvient à cette concision en réduisant à une seule itération les événements qui se répétaient à trois reprises dans le poème original, dans lequel le jeu de la chasse et de la séduction prenait trois jours et non un seul, et où le Chevalier vert abaissait trois fois sa lame sur le cou de Gauvain. The Greene Knight est également beaucoup plus explicite pour ce qui est des motivations des personnages et du mystère qui entoure le Chevalier vert : dans Sire Gauvain, celui-ci ne participe pas au banquet, et il ne rejoint pas la Table ronde à la fin du poème.